# Mahavidya

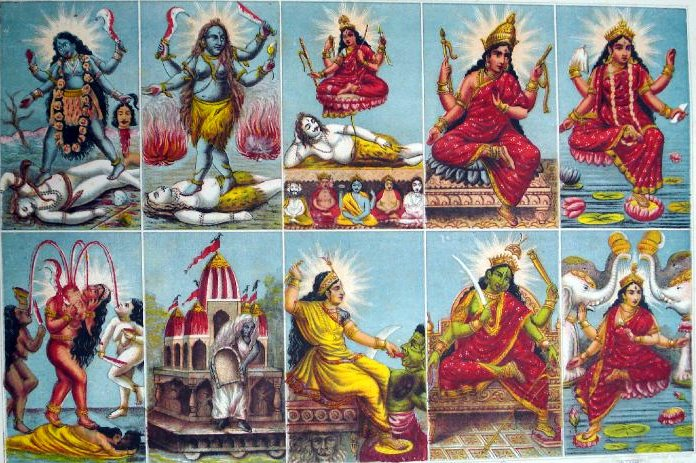
Kali, Tara, Shodashi, Bhuvaneshvari, Bhairavi,
Chhinnamasta, Dhumavati, Bagalamukhi, Matangi, și Kamala.

Mahavidya sau Dasha-Mahavidya (Cele 10 Mahavidya) este un grup a zece aspecte ale Mamei Divine sau Devi în Hinduism. Cele 10 Mahavidya sau Zeițe ale Cunoașterii, sunt forme și manifestări ale “Divinei Shakti Primordiale în forma acestui Univers diversificat, construit pe mai multe planuri” și reprezintă un spectru al divinității feminine, de la aspectul teribil până la cel blând și plin de iubire.
Apariția și dezvoltarea Mahavidiasurilor reprezintă un important punct de cotitură în istoria Shaktismului, marcând apariția bhaktismului în shaktism, al cărui apogeu este undeva în jurul anului 1700. Originea acestei mișcări o găsim în epoca post-puranică, în jurul sec 6 en, când apare o noua mișcare teistă în care ființa supremă este văzută ca feminină. Viziune scoasă în evidență de texte ca Devi-Bhagavata Purana , în special în ultimele nouă capitole al celui de al șaptelea skandha, cunoscute ca Devi Gita, text de referință în Shaktism. 

## Etimologie

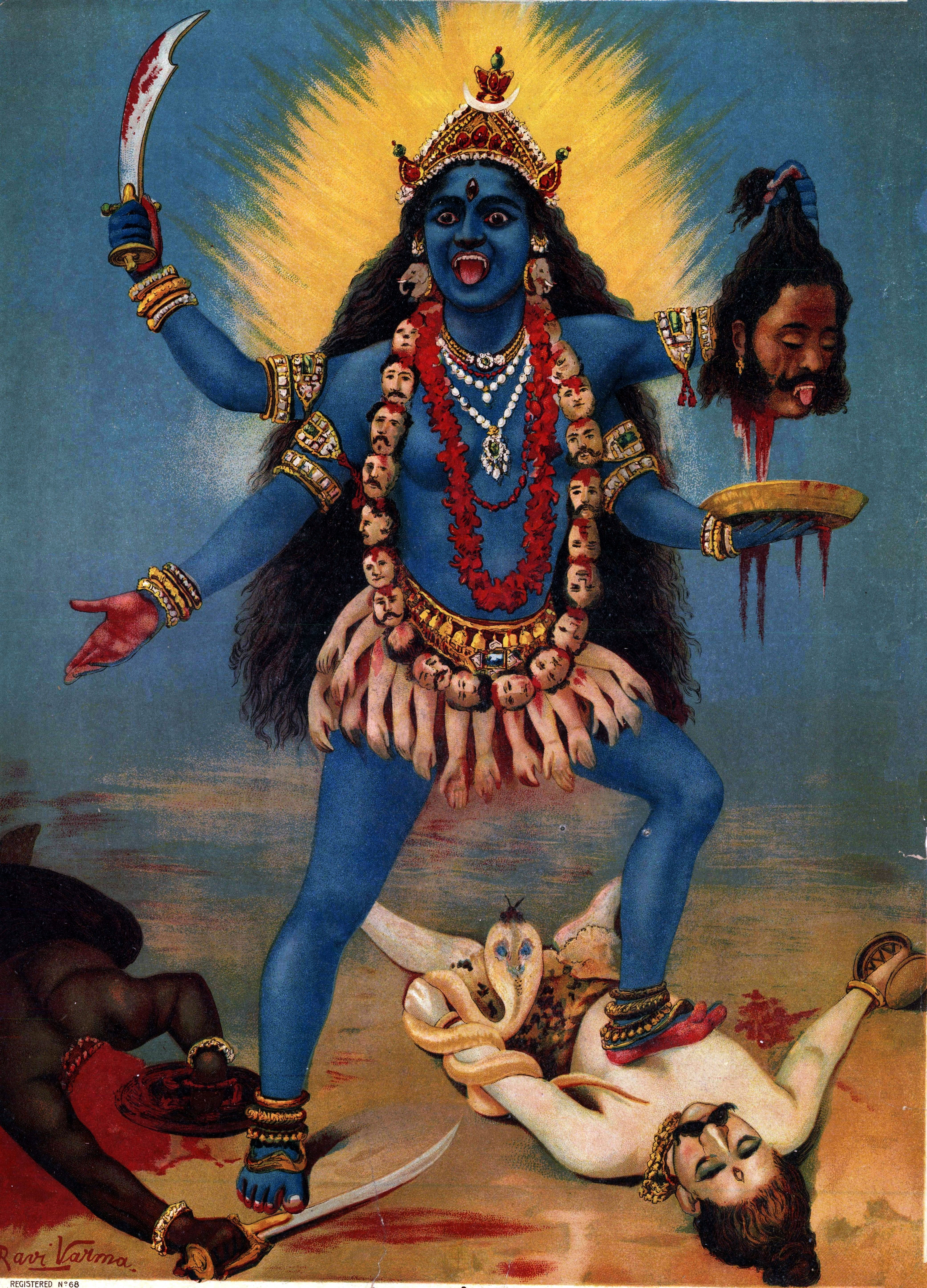
Kali – Prima din cele 10 Mahavidya

Numele Mahavidya vine din alăturarea a două cuvinte sanscrite : maha – mare, măreț și vidya care înseamnă revelare, manifestare, cunoaștere sau înțelepciune.  Dasha în sanscrită este numărul 10, iar shakti putere sau energie. 

## Cele 10 Puteri Cosmice

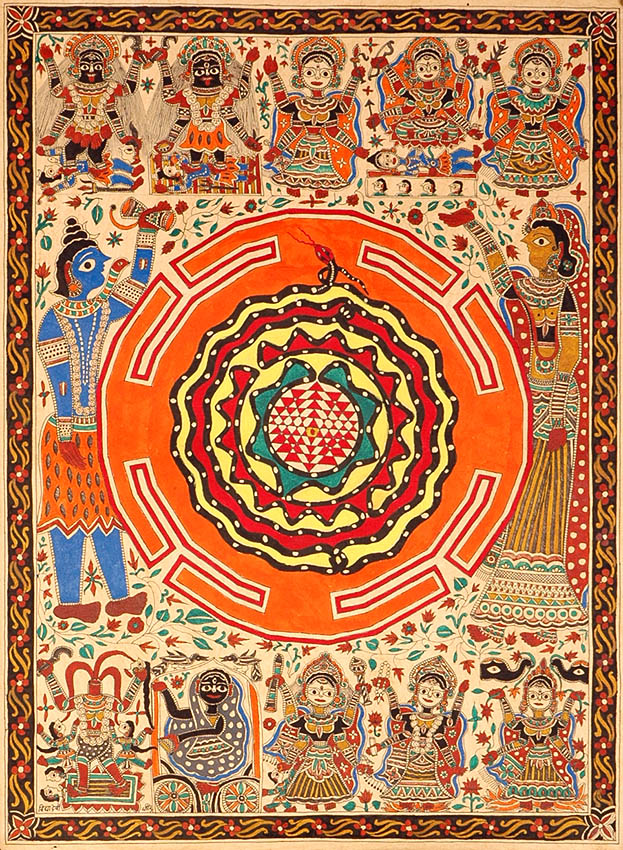
Cele 10 Mahavidya, zeul Siva și zeița Sakti.

Credincioșii shakta consideră că “ unicul Adevăr este perceput sub forma a zece fațete diferite, Mama Divină este adorată și abordată prin prisma a 10 personalități cosmice divine”, Dasha Mahavidya(“Cele 10 Mahavidya”). Mahavidiasurile sunt considerate de natură tantrică, și sunt identificate ca:
1. Kali – Puterea Timpului, marele judecător al Creației. Considerată "puterea Supremului și a tuturor zeilor", zeitatea supremă în sistemul Kalikula(Shaktism).
2. Tara – Zeița compasiunii și milei divine numită și Steaua călăuzitoare, Puterea lui Dumnezeu care mântuiește și salvează.
3. Tripura Sundari (Shodashi) – Zeița frumuseții și desăvârșirii, considerată puterea sau energia dorinței lui Dumnezeu(iccha shakti). 
4. Bhuvaneshvari – Puterea sau energia spațiului, zeița al cărui trup este chiar Spațiul sau Cosmosul.
5. Tripura Bhairavi –  Tripura cea teribilă, Puterea sau energia Sacrificiului și a Tapasului. 
6. Chinnamasta – Zeița auto-decapitată vazută ca puterea sau energia fulgerului și a mâniei divine.
7. Dhumavati – Puterea vidului/vacuității, zeița bătrână și văduvă.
8. Bagalamukhi –  Puterea și energia voinței divine, a stopării și anihilării răului.
9. Matangi – denumirea tantrică a lui  Saraswati, contrapartea(soția) lui Brahma, puterea cuvântului/vorbirii și protectoarea artelor.
10. Kamalatmika – numele tantric al zeiței Lakshmi consoarta lui Vishnu.
În Mahabhagavata Purana și Brhaddharma Purana, Tripura Sundari apare sub numele Shodashi(Sodasi), un alt nume al ei. Guhyatiguyha-tantra asociază cele 10 Mahavidya cu cei zece avatari ai lui Vishnu și susține ca Mahavidyasurile sunt sursa din care cei 10 avatari ai lui Vishnu iau naștere. Toate cele 10 forme ale zeiței, fie că sunt teribile sau blânde, sunt adorate ca fiind Mama universală.